# Son Sen
Son Sen (Khmer សុន សេន; * 12. Juni 1930 in der Provinz Trà Vinh, Vietnam; † 10. Juni 1997 in Anlong Veng, Kambodscha), auch bekannt unter seinem Kampfnamen „Bruder 89“ oder „Kamerad Khieu“, war eine Führungsfigur in der Kommunistischen Partei Kampucheas (KPK) und Leiter des Nachrichtendienstes und Verteidigungsminister während der Herrschaft der Roten Khmer im Demokratischen Kampuchea.

## Leben
Er wurde im Mekong-Delta in Süd-Vietnam als Angehöriger der dort lebenden Minderheit der Khmer Krom geboren. Die Familie verfügte in kleinerem Umfange über Landbesitz. Ab 1946 begann Sen eine schulische Ausbildung zum Lehrer, wurde aber bald von der Kolonialverwaltung von Französisch-Indochina für eine akademische Ausbildung nach Paris entsendet. Dort wurde er schnell von den radikalen Ideen der Parti communiste français (PCF) beeinflusst und besuchte eine marxistische Diskussionsgruppe, deren Zentrum Pol Pot bildete und als weitere Mitglieder Ieng Sary, Hu Nim und Hou Yuon hatte.
1956 kehrte Sen nach Kambodscha zurück und war dort zuerst als Lehrer am Lycée Sisowath tätig. Danach war er Dozent am Nationalen Lehrinstitut der Universität von Phnom Penh, wobei er die ganze Zeit seinen radikalen Überzeugungen treu blieb. Im Jahr 1960 war Sen einer der Mitbegründer der Arbeiterpartei von Kampuchea (WPK), aus der im September 1966 die KPK hervorging. 1962 wurde er unter der Herrschaft von Prinz Norodom Sihanouk aus politischen Gründen aus der Universität entlassen.
Im folgenden Jahr kandidierte Sen erfolgreich für einen Sitz im Zentralkomitee der WPK und musste aus der Hauptstadt fliehen, als der Verfolgungsdruck gegen die Kommunisten stieg. Ab 1964 hielt er sich im Dschungelgebiet des östlichen Kambodscha und phasenweise in Hanoi auf. Bis Ende der 1960er Jahre sammelte Sen als Feldkommandeur in den Reihen der Roten Khmer Erfahrungen im Kampf gegen die Truppen von Sihanouk und Lon Nol. Von 1970 bis 1971 war er KPK-Sekretär für die nordöstliche Verwaltungszone und ab 1972 Stabschef der Roten Khmer. In der Partei, in deren Zentralkomitee er ab 1974 saß, war er unter seinem Kampfnamen „Bruder 89“ oder „Kamerad Khieu“ bekannt.
Nach dem Sieg der Roten Khmer im Kambodschanischen Bürgerkrieg wurde Sen im September 1975 zum Verteidigungsminister und stellvertretenden Premierminister unter Pol Pot ernannt, während seine Frau Yun Yat das Amt der Kultur- und Erziehungsministerin bekleidete. In seiner Funktion als Verteidigungsminister unterstand ihm Santebal, die Geheimpolizei der herrschenden Angka, die auch innerhalb der Partei operierte. Gemeinsam mit Vorn Vet setzte er Kaing Guek Eav als Leiter des Foltergefängnisses S-21 ein, der gemäß ihren Weisungen agierte. Sen war an der Planung und Gestaltung der dort angewandten Befragungs- und Foltermethoden, denen Tausende zum Opfer fielen, persönlich beteiligt. Als Verteidigungsminister war er des Weiteren zuständig für die militärische Schlagkraft der Roten Khmer und ihren Kampf gegen vermeintlichen Abweichler innerhalb Kambodschas. Außenpolitisch fielen die zunehmenden Grenzkonflikte mit Vietnam in seine Verantwortung, die schließlich im Dezember 1978 in einen offenen Krieg mündeten und im Januar 1979 zur vietnamesischen Besatzung Kambodschas führten.
Im folgenden Guerillakrieg der Roten Khmer gegen die von Hanoi kontrollierte Volksrepublik Kampuchea war er weiterhin eine wichtige Führungsfigur und etablierte sich nach Meinung vieler Beobachter als rechte Hand Pol Pots. Als dieser im August 1985 von seinen Ämtern zurücktrat, wurde Sen Oberkommandierender der Roten Khmer (Nationalarmee des Demokratischen Kampuchea).
Als es am 23. Oktober 1991 unter Aufsicht der Vereinten Nationen zu dem Pariser Friedensvertrag zwischen den unterschiedlichen Kriegsparteien kam, reisten Sen und Khieu Samphan bald danach nach Phnom Penh, um mit der  Übergangsverwaltung der Vereinten Nationen in Kambodscha (UNTAC) zu verhandeln. Während dieser Zeit nahm die kambodschanische Regierung mit ihm Kontakt auf und ernannte ihn zum Mitglied des Obersten Nationalrats, der bis zur Wahl einer verfassungsgebenden Versammlung die staatliche Unabhängigkeit des Landes sicherstellte. Pol Pot sah darin einen Verrat und ersetzte Sen im Mai 1992 durch Ta Mok.
Nachdem die Roten Khmer 1993 endgültig aus dem Obersten Nationalrat ausgeschieden waren, machte Pol Pot Sen zum Sündenbock für das Scheitern, mit Phnom Penh eine Verständigung zu erzielen. Zwar wurde er im April 1994 wieder in seine alten Funktionen eingesetzt, aber er hatte kaum noch Einfluss unter den Roten Khmer. Drei Jahre später ordnete Pol Pot die Ermordung von Sen an. Am 10. Juni 1997 wurde er mit seiner Frau, den Kindern und Enkeln sowie weiteren Familienangehörigen in Anlong Veng erschossen. Im folgenden Monat nutzten die Parteikader um Mok diesen Vorfall, um Pol Pot auszuschalten und inszenierten gegen ihn wegen dieses Verbrechens einen Schauprozess.